# Azteca salti
Azteca salti är en myrart som beskrevs av Wheeler 1930. Azteca salti ingår i släktet Azteca och familjen myror. Inga underarter finns listade.